# Nulla dies sine linea
Nulla dies sine linea é uma frase latina que significa "nem um dia sem uma única linha".
Encontra sua fonte em Plínio, o Velho (História Natural, XXXV, 84), onde a ideia se aplica ao pintor grego Apeles, que não ficou um dia sem desenhar pelo menos uma linha. Mas é apenas no Proverbiorum libellus de Polydore Vergil (1470-1555) que a frase em si é atestada pela primeira vez.
Em latim clássico, linea literalmente significa um "fio de linho", daí uma "linha", e designa figurativamente uma linha (desenhada com uma pena ou um pincel); a palavra não se aplica a uma linha de texto. No entanto, muitos escritores levaram essa frase à sua própria, aplicando-a à escrita.